# Петровка (мемориал)
Мемориал «Петровка» (воинское захоронение № 30) находится на месте братской могилы советских воинов, погибших в боях на Карельском перешейке (Карельский перешеек) во время Советско-финляндской войны 1939—1940 гг. и в годы Великой Отечественной войны

## Расположение
Находится на территории Каменногорского городского поселения Выборгского района Ленинградской области в 2 километрах к северу от посёлка Красный Холм, на 10-м километре Светогорского шоссе, на перекрёстке автодорог А181 (часть E 18) «Скандинавия» (Санкт-Петербург — Выборг — граница с Финляндией) и 41К-419 (Пальцево — Гвардейское), на месте бывшей деревни Петровка (Портинхойка).

## История мемориала
Первые воинские захоронения в этом районе появились во время Советско-финляндской войны 1939—1940 годов.
В начале марта 1940 года части 15 и 23 стрелковых корпусов 13 армии Северо—Западного фронта, тесня противника, вышли в район озера Носкуон—Селькя (в настоящее время озеро Большое Градуевское) и станции Репола. 50 стрелковый корпус 7 армии овладел станцией Тали (в настоящее время Пальцево (Ленинградская область)) и устремился в направлении Сайменского канала. Преодолев тыловые укрепления противника, 50 и 34 стрелковые корпуса заняли выгодные позиции для окружения города Выборга с северо—востока.
Советские воины, погибшие в районе станции Тали (Пальцево), деревни Портинхойка (Петровка) и посёлка Репола (Макарово), были захоронены в братской могиле на 10-м километре шоссе Выборг — Светогорск. На могиле был установлен обелиск.
Первыми захороненными красноармейцами в 1941 году, на данном воинском захоронении, были танкисты 146 танкового полка 198 мотострелковой дивизии, которые погибли 05.07.1941 года при взрыве фугаса при следовании к месту сосредоточения: на перекрестке дорог Выборг — Антреа — станция Тали.
Захоронения воинов 21-й армии Ленинградского фронта и частей усиления, погибших во время Великой Отечественной войны, сражения на заключительном этапе Выборгской наступательной операции в конце июня — июле 1944 года в районе Пальцево (Тали), посёлка Манникала (Смирново (Ленинградская область) ), посёлка Репола, деревни Петровка и др., проводились в братской могиле в деревне Петровка (Портинхойка), разрушенной во время боёв.
В 1957 году в Петровке на братской могиле была установлена символическая фигура солдата с именем Героя Советского Союза Константина Константиновича Шестакова, скульптура портретного сходства с героем не имела.
В 1959 и 1960 годах были произведены перезахоронения из братских могил и индивидуальных захоронений из близлежащих окрестностей: посёлков Красный холм, Пальцево (Тали), Гвардейский (Гвардейское (Ленинградская область)) Сорвали и из района посёлка Малиновка (Ленинградская область).
Перезахоронения проводились и в последующие годы.
Согласно данным ОБД Мемориал Информация о захоронении № 30, проводились также перезахоронения воинов 23-й армии Ленинградского фронта и частей усиления, погибших в боях во время продолжения Выборгской наступательной операции после взятия г. Выборга — в период боёв в межозёрном дефиле, перезахоронения из района Вуосалми погибших в сражении на Вуоксе (Бои за Вуосалми) на берегах реки Вуоксы в июне — июле 1944 года. Большое числов воинов 23 армии и частей усиления, погибших в боях на Вуоксе, захоронены в воинском захоронении № 6 (Овсово (Ленинградская область) ), воинском захоронении № 50 (Вещево (посёлок при станции, Ленинградская область)), воинском захоронении № 55 (Кузьминское (Ленинградская область)), воинском захоронении № 61 (Барышево (Ленинградская область)), воинском захоронении № 62 (Барышево (Ленинградская область), шлюз Гремучий)
В списках захороненных на Петровке есть воины 21 и 23 армий, погибшие в боях после окончания наступления Красной армии на Карельском перешейке 15.07.1944 года, продолжавшихся до прекращения боевых действий с Финляндией 5 сентября 1944 года.
В 1974 году по проекту выборгского архитектора Александра Михайловича Швера на братской могиле был построен памятник, на мемориальных плитах которого были увековечены известные на момент строительства фамилии 4119 погребенных советских воинов. Значительный объём строительных работ был выполнен на общественных началах выборгскими предприятиями и воинами Выборгского гарнизона.
Открытие памятника состоялось 9 мая при большом стечении горожан, ветеранов, родственников захороненных и воинов Выборгского гарнизона.
В период с 1996 по 2020 год на мемориале Петровка прошло шесть торжественно-траурных церемоний по перезахоронению красноармейцев, обнаруженных поисковыми отрядами в окрестностях Портинхойки. Было перезахоронено 560 бойцов и командиров Красной Армии, погибших летом 1941 и 1944 годах.
Большую работу по поиску захоронений, перезахоронению погибших воинов Красной армии проведена отрядом «Поиск», командир отряда Г. Д. Михайлов. С 1988 года отрядом были обнаружены останки 1849 воинов Красной армии, погибших на Карельском перешейке в боях 1939—1940, 1941—1944 годов, большое число из которых было перезахоронено на Петровке. При участии командира отряда в работе в архивах было выявлено 1019 неизвестных ранее имён погибших воинов Красной армии.
Памятник полностью отреставрирован к 65-летию Победы. На мемориале произведены ремонтные работы с заменой металлических плит с надписями имён захороненных на гранитные плиты.
20 июня 2022 года на мемориале установлена памятная плита с увековеченными именами 541 воина, погибшего в период с 24 июня по 30 августа 1944 года.
Воинский мемориал Петровка — одно из самых крупных захоронений в Выборгском районе, включён в перечень объектов культурного наследия (памятник истории и культуры Российской Федерации) регионального значения (решение Ленинградского Облисполкома № 189 от 16.05.1988 года).

## Описание памятника
Памятник представляет собой площадку 24 на 40 метров, окаймлённую темно-серыми гранитными подпорными стенками разной высоты с земляными валами над ними, символизирующими могильные холмы.
Площадка памятника выполнена в трех уровнях.
У входа на мемориал расположена площадка первого уровня, вымощенная брусчаткой, с левой стороны которой установлена стела из темно-серых гранитных блоков с датами гибели советских воинов «1939-1940», «1941—1944», с правой стороны флагшток и скамья.
На площадку следующего уровня ведут три ступени. Она отделена справа от площадки третьего уровня подпорной стенкой, на которой установлена гранитная плита, увековечивающая имена погребённых здесь Героев Советского Союза и захороненных воинов, чьими именами названы населённые пункты Карельского перешейка. Площадка второго уровня заканчивается тремя ступенями, расходящимися веером.
Площадка последнего уровня обрамлена с двух сторон подпорными стенами протяженностью 24 метра каждая. В нишах на двух продольных стенах установлены мемориальные плиты с фамилиями погребённых советских воинов.
На торцевой стене выбит текст, написанный поэтом Олегом Цакуновым в форме белого стиха:
Есть у Отчизны каменные книги
Печали вечной и бессмертной славы
Одну из них гранитную прочти
Имен здесь много безымянных
Их путь земной недолог был но ярок

Они погибли  победив
По центральной оси этой стены изображен меч. Площадка перед торцевой стеной выполнена из бетона и обрамлена гранитными плитами и брусчаткой.
Вокруг мемориала — берёзовая роща.
Шефство над памятником осуществляют Администрация МО «Каменногорское городское поселение», МБОУ «Возрожденская СОШ».

Фотографии мемориала
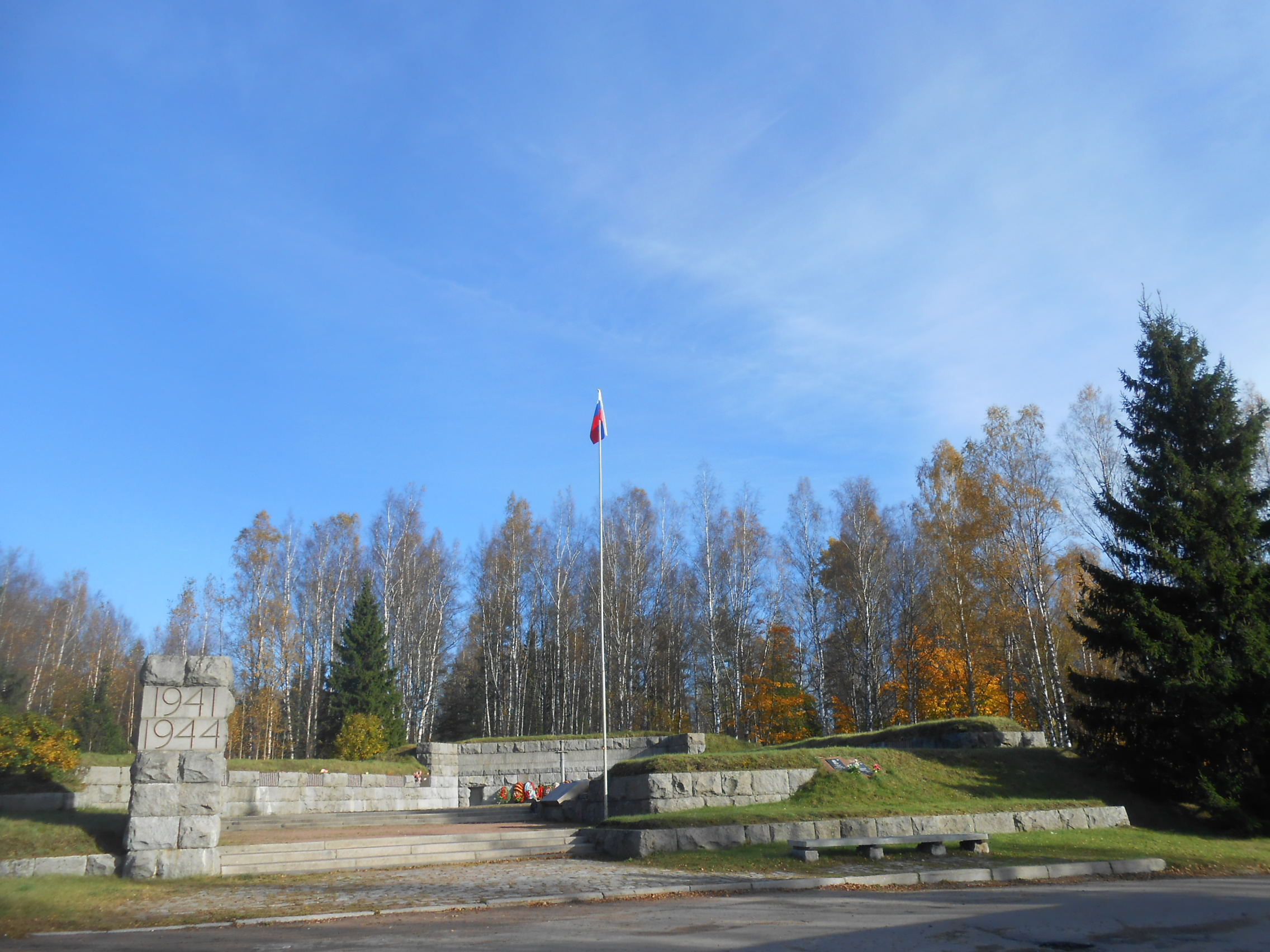
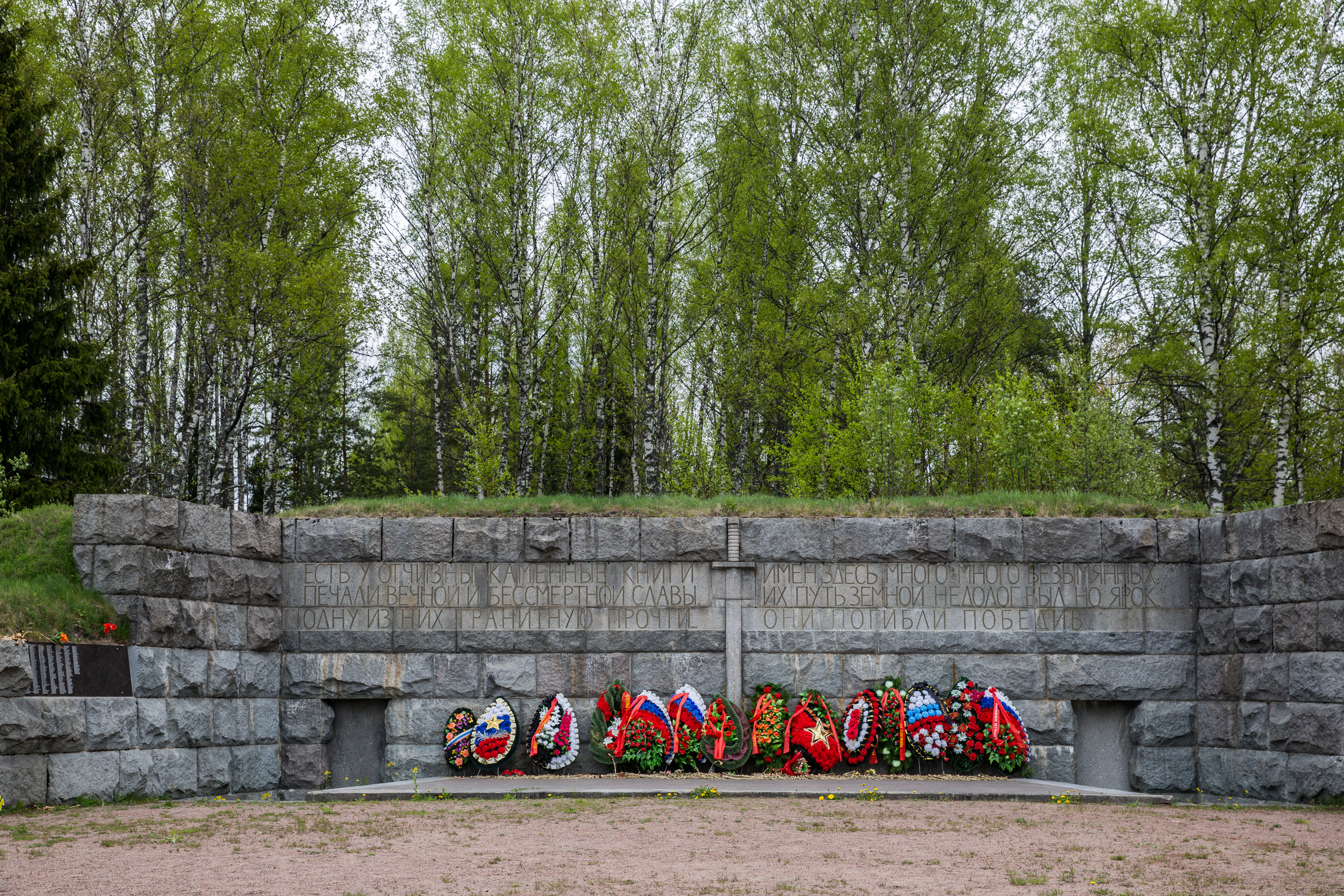
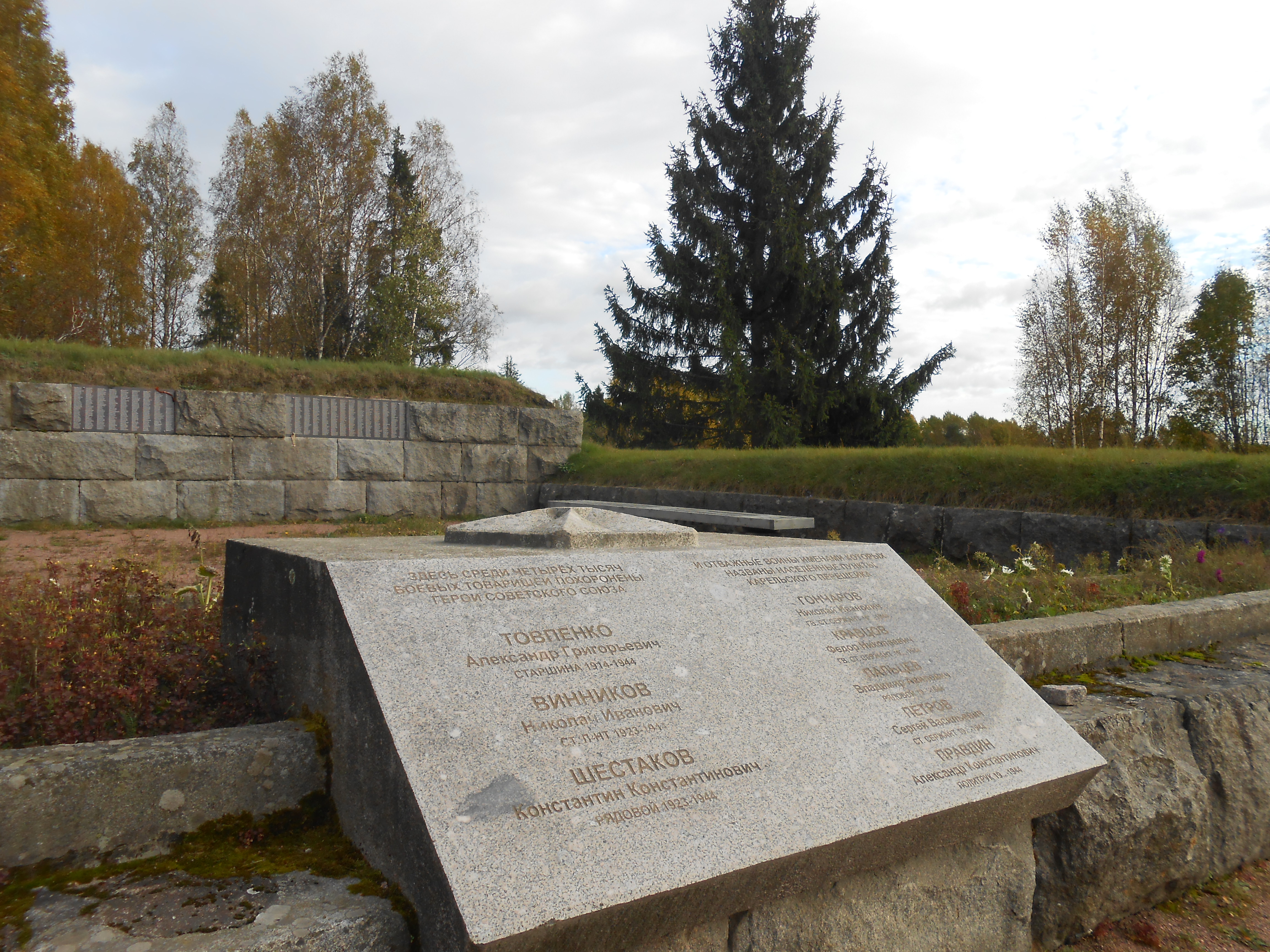
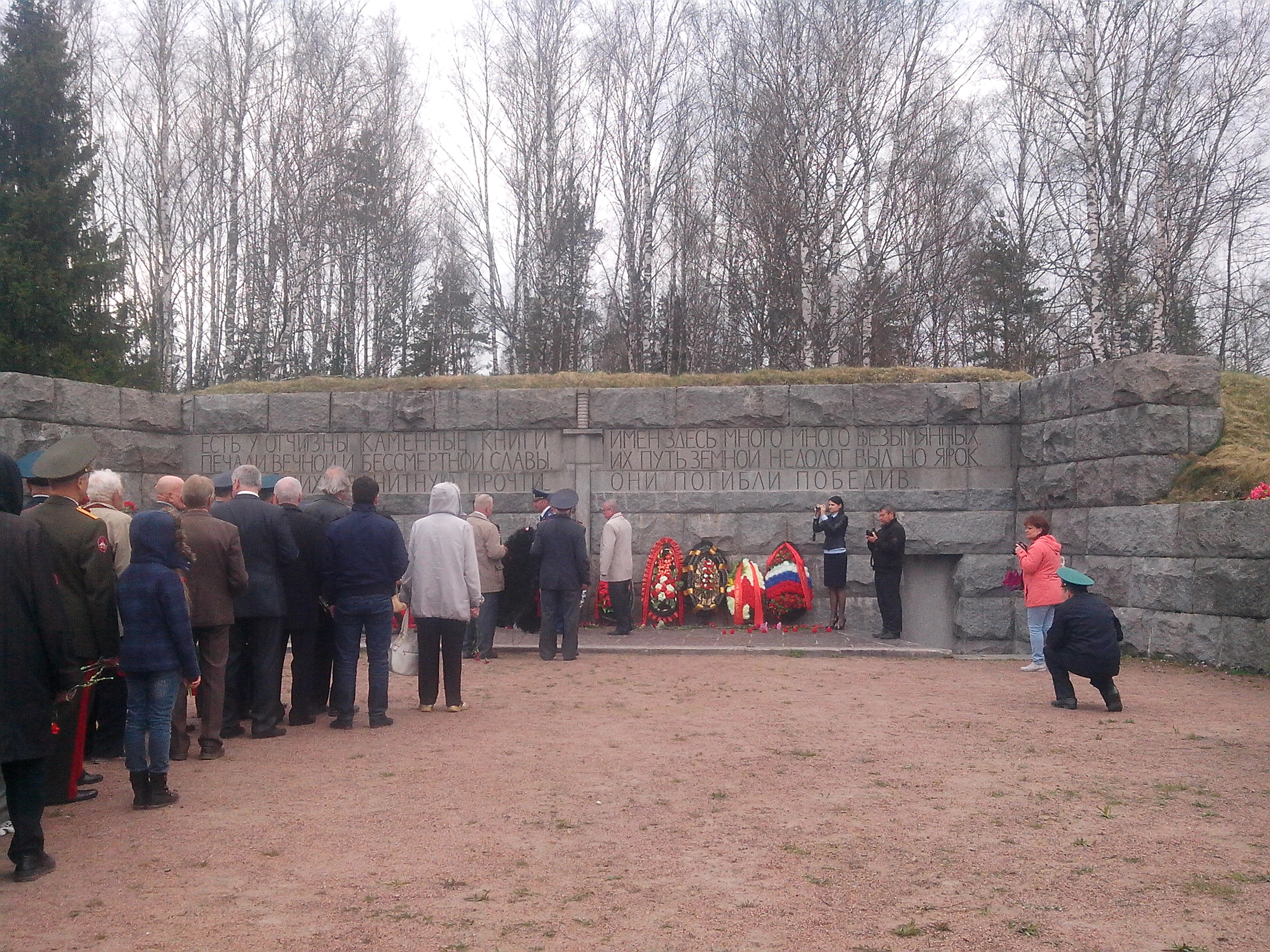

## Захоронены и увековечены
- Захоронено всего: 5093 человека (сведения на 30 марта 2020 г.)
- Захоронено известных: 4195 человек
- Захоронено неизвестных: 898 человек[11]

В результате проведения поисковых работ и работы в архивах в списках добавляются новые имена. На 20.06.2022 года по данным военного комиссариата г. Выборга и Выборгского района Ленинградской области на воинском захоронении № 30 увековечено 7462 человека, из этого числа захоронены 5134 человека
В числе захороненных Герои Советского Союза:
- Товпеко Александр Григорьевич, 1907 года рождения, старшина, командир миномётного расчёта 133-го стрелкового полка 72-й стрелковой дивизии 21-й армии Ленинградского фронта, погиб 21 июня 1944 года[13][14][15]
- Шестаков Константин Константинович, 1923 года рождения, гвардии[16] красноармеец, стрелок 129-го гвардейского стрелкового полка 45-й гвардейской стрелковой дивизии 21-й армии Ленинградского фронта, погиб 27 июня 1944 года
- Герой Советского Союза  Винников Николай Иванович, 1923 года рождения, гвардии  старший лейтенант,  начальник, разведки 40-го гвардейского миномётного полка 23-й армии Ленинградского фронта,  погибший  20 июня 1944 года,  увековечен на мемориальной плите Воинского захоронений №30[17]. Согласно уточнённым данным  гвардии старший лейтенант Н.И.  Винников  захоронен на  Воинском захоронении  № 17 в посёлке Красносельское Выборгского района [18].

а также погребены воины, чьими именами названы посёлки Карельского перешейка:
- Гончаров Николай Иванович — Гончарово,
- Правдин Александр Константинович — Правдино
- Пальцев Владимир Авимович — Пальцево (указаны на отдельной плите и в общем списке)
- Кравцов Фёдор Николаевич — Кравцово
- Петров Сергей Васильевич — Петровка (указаны на отдельной плите)[19]

Поисковые работы продолжаются.

## Откуда производились перезахоронения
- Вакилио, Вахакюля, Вахтюля, восточнее 300 м, Вуасалми, Вуосалми, Выборг — Антрия, ст. Тали, северо-восточнее 3 км, Выборг — Светогорск, 11 км, Выборгский р-н, Выборгский р-н, выс. 23,0, Выборгский р-н, выс. 28,0, северо-западнее 1 км, Выборгский р-н, выс. 29,0, Выборгский р-н, выс. 36,5, юго-восточнее 150 м, Выборгский р-н, выс. 36,5, юго-западнее 150 м, Выборгский р-н, д. Люккюля, западнее 142 км, Выборгский р-н, д. Чомисур, восточнее 1,5 км, выс. 28,0, Выборгский р-н, кв. 4501, Выборгский р-н, перекрёсток дорог Рейскарью, Выборгский р-н, с. Юливеси, Выборгский р-н, юго-восточнее 400 м, выс. 38,0, выс. 23,0, северо-восточнее 200 м, выс. 28,0, северо-восточнее, выс. 29,0, выс. 38,0, выс. 38,0, юго-восточнее, 500 м, выс. 38,0, юго-западнее, 300 м, выс. 43,0, кв. 4299, Вярясията, г. Выборг, г. Выборг, в районе м. Портнихойка, г. Выборг, в районе ст. Тали, юго-западнее 2 км, г. Выборг около Лазоревка, в районе г. Выборг около мыс Хамяляйкен, в районе г. Выборг, севернее 10[20].